# البحار السبعة

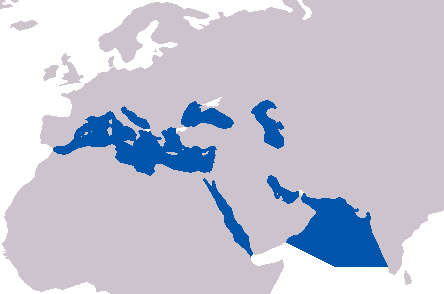
البحار السبعة في الأدب الأوروبي في العصور الوسطى.

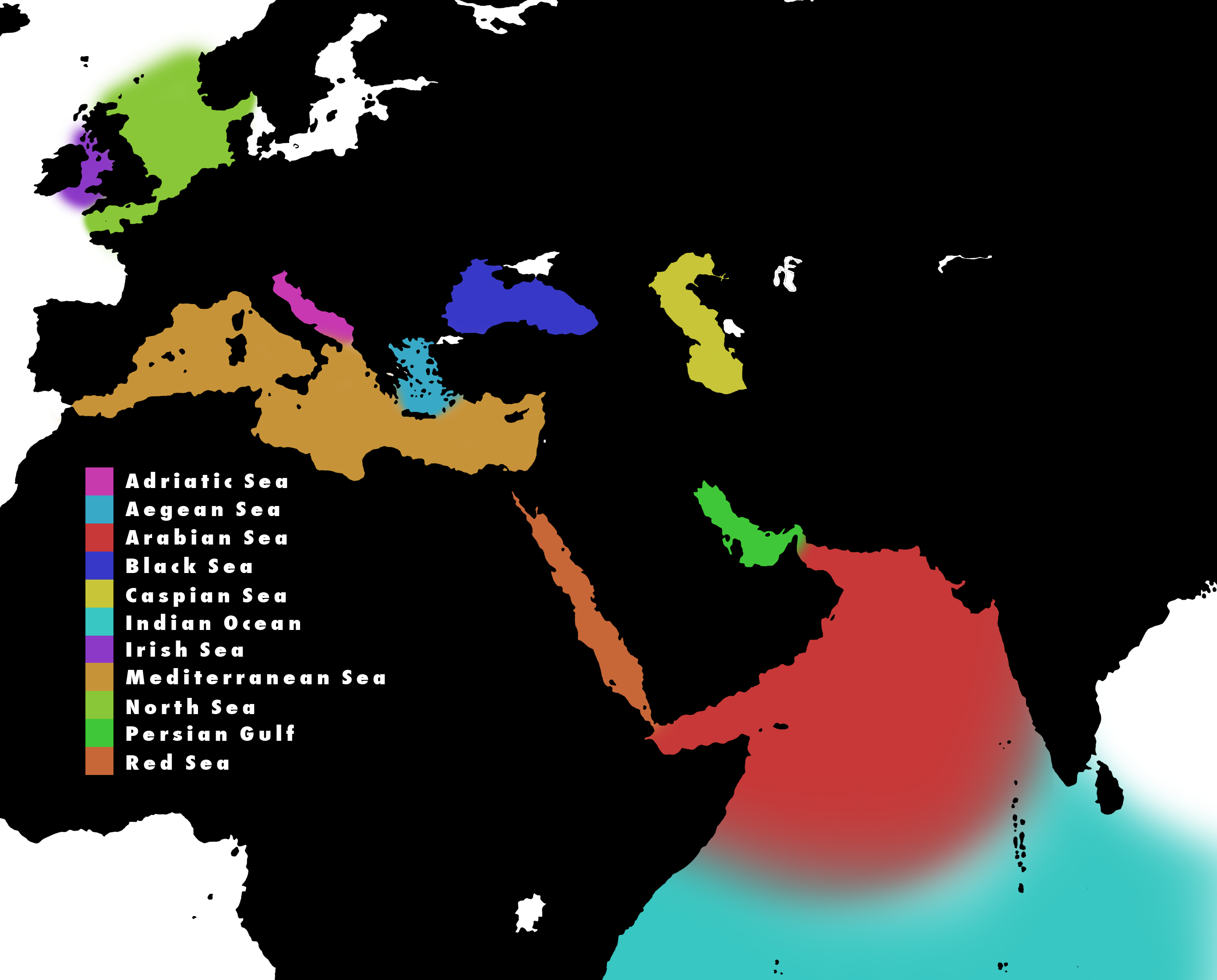
خريطة للبحار الأحد عشر تبين الحدود المختلفة في القرون الوسطى للبحار السبعة.

البحور السبعة أو البحار السبعة وكما يستخدم التعبير قديما («الأبحار في البحور السبعة»)وكذلك نسمع دائما (السندباد والبحار السبعة) والبحور السبعة تشير إما إلى مجموعة بحار سبعة أو إلى مساحة كبيرة من المياه عموما. كانت عبارة «البحار السبعة» لها عدة استخدامات لغوية خلال فترات زمنية مختلفة.
في العصر الحديث، نشرت المنظمة الهيدروغرافية الدولية (IHO) أكثر من 100 مسطح مائي معروفة باسم البحار.

## بلاد ما بين النهرين
ظهر المصطلح «البحور السبعة» في أوائل عام 2300 قبل الميلاد في شعر الكاهنة أنخيدوانا السومرية لإلهها إنانا. كانت السومرية هي الحضارة والمنطقة التاريخية في جنوب بلاد ما بين النهرين التي تعرف بالعراق حديثا. وهي واحدة من أقدم الحضارات في العالم وهي معروفة بمهد الحضارة.
وقد امتدت الحضارة السومرية لأكثر من 3000 سنة.

## العرب (الطريق إلى الصين)
في القرن التاسع كتب المؤلف والمؤرخ المسلم أبو العباس اليعقوبي:

"من أراد الذهاب إلى الصين في البحر قطع سبعة أبحر، كل واحد له لونه الخاص ورياحه وأسماكه ونسيمه، عكس البحر الذي يليه.
فأولها بحر عرب الذي يركب فيه من سيراف، وآخره رأس الجمحة، وهو ضيق فيه مغائص اللؤلؤ.
والبحر الثاني الذي مبتدأه من رأس الجمحة يقال له لاروي، وهو بحر عظيم، وفيه جزائر الوقواق، وغيرهم من الزنج، وفي تلك الجزائر ملوك، وإنما يسار في هذا البحر بالنجوم، وله سمك عظيم، وفيه عجائب كثيرة وأمور لا توصف.
ثم البحر الثالث الذي يقال له هركند، وفيه جزيرة سرنديب، وفيه الجوهر والياقوت وغيره، ولها جزائر فيها ملوك، ولهم ملك عليهم، وفي جزائر هذا البحر الخيزران والقنا.
والبحر الرابع يقال له كلاهبار، وهو بحر قليل الماء، وفيه حيات عظام، وربما ركبت الريح فيه، فقطعت المراكب، وفيه جزائر فيها شجر الكافور.
والبحر الخامس يقال له سلاهط، وهو بحر عظيم كثير العجائب.
والبحر السادس يقال له كردنج، وهو كثير الأمطار. والبحر السابع يقال له بحر صنجي، ويقال له أيضاً كنجلى، وهو بحر الصين، وإنما يسار فيه بريح الجنوب، حتى يصيروا إلى بحر عذب عليه المسالح والعمران، حتى ينتهوا إلى مدينة خانفو."

في هذا المقال يوضح البحار السبعة المشار إليها في الأدب العربي في القرون الوسطى:
- الخليج العربي («بحر عرب»)
- خليج كمبات («بحر لاروي»[5])
- خليج البنغال («بحر هركند»[6])
- مضيق ملقا («بحر كلاهبار»[7])
- مضيق سنغافورة («بحر سلاهط»[8])
- خليج تايلند («بحر كردنج»[7])
- بحر الصين الجنوبي («بحر صنجي»[9])

## الرومان
ليس كل الرومان الذين يستخدمون (سيبتيم ماريا-septem maria) أي البحور السبعة (باللاتينية) سيضربون على الوتر الحساس اليوم. فشبكة الملاحة لمصب نهر بو في البحيرات المالحة على شاطئ البحر الأدرياتيكي كانت تسمى محليا «البحار السبعة» في العصور الرومانية القديمة. وقد كتب بلينيوس الأكبر المؤلف وقائد الأسطول الروماني حول هذه البحيرات المنفصلة عن البحر المفتوح بسبب التلال الرملية:

«كل هذه الأنهار والخنادق المصنوعة من قبل الأتروسكان، تصب في بحيرات اترياني وتسمى بالبحار السبع وكان بحر ادرياتي قديما يسمى اترياني من الميناء الشهير أتريا في مدينة أتروسكان.»

تاريخ ولايات فينيسيا:

«كان التعبير» رحلة في البحور السبعة«كلام منمق يدل على المهارة البحرية. وكان يطلق على الفينيسيين فترة طويلة قبل أن يبحروا في المحيطات.»

## في الأدب الأوروبي في العصور الوسطى
إن جذور مفهوم العصور الوسطى للبحار السبعة في اليونان وروما. تشير البحار السبعة في الأدب الأوروبي في العصور الوسطى إلى البحار التالية [بحاجة لمصدر]:
- البحر الأبيض المتوسط، يشمل بحاره الهامشية ولا سيما بحر ايجه.
- البحر الأدرياتيكي
- البحر الأسود
- البحر الأحمر، بما في ذلك البحر الميت المغلق وبحيرة طبريا
- بحر العرب (والذي هو جزء من المحيط الهندي)
- الخليج العربي
- بحر قزوين

## عصر النهضة
خلال عصر النهضة تم إنشاء ايقونية(تمثيل الأفكار بالصور) موحدة ومعتدلة عن أربع قارات، واربعة انهار للعالم.

## الفرس
استخدم الفرس مصطلح «البحار السبعة» للإشارة إلى التيارات المائية التي تشكل نهر جيحون.

## التلموديون
في القرن 17 يذكر القسيس والباحث يغتفووت جون مجموعة مختلفة جدا من البحار في التعليق على العهد الجديد. فصل بعنوان ان البحار السبعة وفقا للتلموديين، والاربعة انهر تطوق الأرض وتشمل كل من:
- «البحر الكبير» (يعرف الآن بالأبيض المتوسط).
- «بحرية طبرية» (بحر الجليل).
- «بحر سدوم» (البحر الميت).
- «بحيرة سموخو».
- «سيبيخان».

## جزر الهند الشرقية
في وقت الاستعمار كانت رحلة الشاي بواسطة السفينة كليبر من الصين إلى إنجلترا أطول رحلة بحرية تجارية في العالم. وأخذت تبحر خلال سبعة بحارة بالقرب من جزر الهند الشرقية الهولندية مثل:
- بحر باندا.
- بحر سيليبس.
- بحر فلوريس.
- بحر جاوة.
- بحر الصين الجنوبي.
- بحر سولو.
- بحر تيمور.

والبحار السبعة تشير لتلك البحار، وإذا ابحر شخص ما خلال البحار السبعة فإن هذا يعني أنه ابحرت إلى وعاد من الجانب الآخر للعالم.

## الوقت الحاضر

الحدود الحديثة للبحار الهامشية ، يزيد عددها عن سبعة.

بعد اكتشاف الأوروبيين لأمريكا استخدم بعض الناس مصطلح «البحار السبعة» للإشارة إلى أكبر سبعة مسطحات مائية في العالم:
- المحيط الهادئ
- المحيط الأطلسي
- المحيط الهندي
- المحيط الشمالي
- البحر الأبيض المتوسط
- البحر الكاريبي
- خليج المكسيك.

بعض مخططات التصنيف الجغرافي عددت السبعة محيطات في العالم:
- شمال المحيط الهادئ.
- جنوب المحيط الهادي.
- شمال المحيط الأطلسي.
- جنوب المحيط الأطلسي.
- المحيط الهندي.
- المحيط الجنوبي.
- المحيط الشمالي.